# 佳能信息系統(上海)
佳能信息系統(上海)有限公司（チャーネンシンシーシートン〈シャンハイ〉イウシェンコンスー、日本語読み:キャノンしんそくけいとう〈シャンハイ〉ゆうげんこうし）は、中華人民共和国の上海市に本社を置く、日本海隆100%出資のシステムインテグレータである。かつてはキヤノンITソリューションズの完全子会社であり、同社のオフショア開発拠点としての機能を担う一方、キヤノン中国と連携して現地企業向けのソリューション提供も行なっていた。

## 主な事業
- 倉庫管理システム (WMS)
- 製造実行システム (MES)
- FAシステム
- 組み込みシステム
- 画像処理技術
- 情報セキュリティ
- ドキュメント管理システム

## 研究開発分野
- 画像処理
- 情報セキュリティ

## 沿革
- 1997年 住友金属制御エンジニアリング株式会社の100%出資で設立
- 2000年 住友金属制御エンジニアリングが住金システム開発などと合併し、親会社が住友金属システムソリューションズとなる
- 2003年 親会社の株主がキヤノンマーケティングジャパンに移行し、佳能控制系統(上海)有限公司 へと商号を変更
- 2008年 ISO9001を取得
- 2009年 現地企業向けSI事業の拡大を目指し、親会社に中国ソユーション事業推進室が設置される
- 2012年 佳能信息系統(上海)有限公司に商号変更
- 2023年 親会社が日本海隆株式会社に移行。